# Epidiplosis indica
Epidiplosis indica är en tvåvingeart som beskrevs av Grover och Dali Chandra 1988. Epidiplosis indica ingår i släktet Epidiplosis och familjen gallmyggor. Inga underarter finns listade i Catalogue of Life.